# Bullaunmore
Bullaunmore är ett berg i republiken Irland.   Det ligger i grevskapet Maigh Eo och provinsen Connacht, i den nordvästra delen av landet, 230 km väster om huvudstaden Dublin. Toppen på Bullaunmore är 388 meter över havet, eller 177 meter över den omgivande terrängen. Bredden vid basen är 1,9 km.
Terrängen runt Bullaunmore är kuperad åt sydväst, men åt nordost är den platt.Runt Bullaunmore är det mycket glesbefolkat, med 4 invånare per kvadratkilometer. Närmaste större samhälle är Crossmolina, 15,8 km nordost om Bullaunmore. Trakten runt Bullaunmore består i huvudsak av gräsmarker.